# 新美智秀
新美 智秀（にいみ ともひで、1954年 - 2018年） は、日本の機械工学者。元名古屋大学教授。第84期日本機械学会流体工学部門長。

## 人物・経歴
愛知県立刈谷高等学校を経て、1977年名古屋大学工学部機械工学科卒業。1979年名古屋大学大学院工学研究科修士課程修了。1989年名古屋大学より工学博士の学位を取得。1990年名古屋大学工学部助教授。2002年名古屋大学大学院工学研究科教授。2006年第84期日本機械学会流体工学部門長。2015年から名古屋大学大学院工学研究科長・工学部長を務め、組織再編の準備を進めるなどした。2016年日本機械学会東海支部長、東海工学教育協会会長。

## 著書
- 『センシング工学』コロナ社 1992年

## 受賞
- 1989年 流れの可視化学会技術賞[7]
- 1990年 日本機械学会賞奨励賞[7]
- 1991年 可視化情報学会映像展賞[7]
- 1992年 日本機械学会賞論文賞[7]
- 1994年 永井科学技術財団賞学術賞[7]
- 2001年 日本機械学会賞論文賞[7]
- 2006年 日本機械学会賞論文賞[7]
- 2009年 流体科学研究賞[7]
- 2009年 日本機械学会熱工学部門講演論文表彰[7]
- 2009年 可視化情報学会20周年記念功労表彰[7]
- 2018年 従四位瑞宝中綬章[8]